# 앙헬 랑헬
앙헬 랑헬 사라고사(스페인어: Àngel Rangel Zaragoza, 1982년 10월 28일 ~ )은 스페인의 전 축구 선수이다. 과거 라이트 백으로 활약했다.